# Colorisme (discrimination)
Pour les articles homonymes, voir Colorisme.

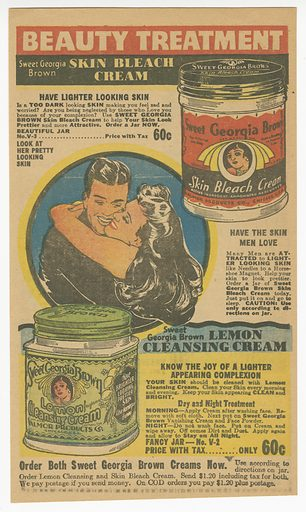
Publicité pour un blanchisseur de peau dans les années 1920, exemple de commercialisation du colorisme.

Le colorisme est une forme de discrimination intra-communautaire qui se distingue du racisme, même s'il en est issu.
C'est un traitement différentiel stéréotypé, souvent inégalitaire, des individus selon la couleur de leur peau.

## Historique
Alice Walker a popularisé ce concept en utilisant ce mot en 1983.
Selon Toni Morrison, le colorisme ne touche pas seulement les « Noirs américains ».
Pour le psychiatre Frantz Fanon, le colorisme peut être considéré comme une recherche de ressemblance au colonisateur. Comme il écrit dans Peau noire, masques blancs :

« Les peuples colonisés ont fini par intégrer les discours de stigmatisations, le sentiment d’être inférieur, par mépriser leur culture, langue et peuple et souhaitent par résultat ressembler au colonisateur. »

## Produits pour blanchir la peau

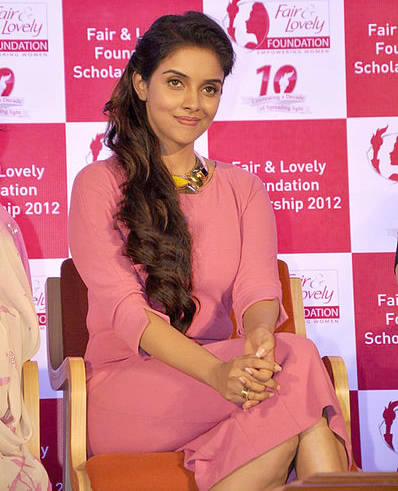
L'actrice Asin Thottumkal, lors un évènement de l'entreprise indienne Fair & Lovely en 2013. La marque commercialise des cosmétiques blanchisseurs de peau. Le nom de la marque signifie en français Claire et jolie

Des fabricants de cosmétiques créent des produits visant à éclaircir la peau. Ces produits, extrêmement controversés, font l'objet de mesures d'interdictions. Ils contiennent en effet pour la plupart d'entre eux, pour ne pas dire la totalité, des substances pouvant avoir des effets néfastes sur le corps, allant de la simple apparition de boutons au cancer de la peau.
Ainsi, les crèmes à base d'hydroquinone sont interdites dans l'Union européenne depuis 2001.
« Rien qu’en France, plus de 150 produits interdits ont été recensés cette année [en 2018] par la Direction générale de la concurrence. »

## Impacts sociaux
Le colorisme peut avoir des conséquences sur la recherche d'emploi ou le mariage des individus. 
En Inde, le colorisme est très fort. Par exemple, les annonces matrimoniales précisent souvent ouvertement le teint recherché du ou de la future partenaire.

### Une pression psychologique fréquente
De nombreux témoignages de femmes noires dans le monde montrent que, lors de leur enfance, elles ont reçu des commentaires faisant allusion à leur couleur de peau différente et stigmatisant un « trafiquage » pour reprendre le terme de Toni Morrison dans L'Origine des autres.